# Ruska državljanska vojna
Ruska državljanska vojna je bila državljanska vojna, ki je potekala na področju Ruskega imperija oziroma novoustanovljene Ruske sovjetske federativne socialistične republike (RSFSR) med letoma 1918 in 1922 ter je bila neposredna posledica ruske revolucije.
Sama vojna je izbruhnila potem, ko je boljševiška vlada 6. marca 1918 podpisala separatni Brest-Litovski mir, s čimer se niso strinjale procarske skupine znotraj in zunaj Rusije, ki so tako začele državljansko vojno z namenom vrniti monarhijo ter razveljaviti mirovni sporazum s centralnimi silami.
Večina spopadov se je končala že leta 1920, toda šele čez dve leti so boljševiki uspeli pridobiti nadzor nad vsem ozemljem.
Sovjetsko zgodovinopisje je ta oboroženi konflikt označilo kot »Državljanska vojna in vojaško posredovanje 1917-1922«, ki je zajemala tudi poljsko-sovjetsko vojno, ukrajinski upor, basmaški upor in vojaško posredovanje (intervencijo) tujih držav na področju Osrednje Azije.
Najpomembnejši nasprotni oboroženi sili sta bili bela garda in Rdeča armada, v njej pa so proti boljševikom poleg bele nastopile tudi zelena garda in nekaj drugih formacij.  
Boji med Rdečo armado in protirevolucionarnimi belimi silami so potekali na treh glavnih frontah: južni, vzhodni (sibirski) in severni.
Na južni fronti, kjer je bil poveljnik general Denikin, podrejena poveljnika pa generala Kornilov in Aleksejev, so se množični boji končali s pomorsko evakuacijo preostalih belogvardejcev s Krima proti Carigradu leta 1920.
Na vzhodni fronti, kjer je belo armado vodil general Kolčak, so se boji vlekli vse do leta 1922, v manjšem obsegu pa še tudi v letu 1923. Izdatno pomoč ruski beli gardi je v Sibiriji nudila Češka legija, ki se je končno evakuirala iz Vladivostoka v ZDA.
Severna fronta je bila manj organizirana in je kmalu razpadla.